# Jure Hafner
Jure Hafner, slovenski deskar na snegu, * 30. oktober 1989, Kranj.

## Kariera
Jure Hafner je doma iz Virloga pri Škofji Loki in je član KDS Deska Velenje. 
Največji uspehi:
- mladinski svetovni prvak pararelnem veleslalomu (Valmalenco, marec 2008)
- 3. mesto na mladinskem svetovnem prvenstvu v pararelnem veleslalomu (Nagano, marec 2009)